# War of Ages (альбом)
War of Ages — студийный альбом христианской металкор-группы War of Ages, выпущен в июле 2005 года на лейбле Strike First Records. Запись и сведение проходили на студии Diecaster Studios в родном для исполнителей городе Эри в штате Пенсильвания. Этот альбом стал для группы полноценным дебютом, до него она уже независимо выпускала EP Unite Us All. Автором многих песен является вокалист Лерой Хэмп. По его словам, группа ставила перед собой задачу достучаться до слушателей на личном уровне, показать им, что «в мире, покрытом тьмой, есть свет».
В поддержку своего дебютного альбома группа развернула масштабную концертную деятельность. Только в 2005 году, выступая вместе с коллективами As I Lay Dying, Bury Your Dead и Throwdown, War of Ages отыграли более 250 концертов. Успех у публики и положительные рецензии позволили группе работать напрямую с лейблом Facedown Records, дочерним подразделением которого является Strike First.

## Список композиций
| №   | Название                  | Длительность |
| --- | ------------------------- | ------------ |
| 1.  | «Intro»                   | 0:14         |
| 2.  | «Stand Your Ground»       | 4:47         |
| 3.  | «Brother in Arms»         | 3:58         |
| 4.  | «False Prophet»           | 4:31         |
| 5.  | «Only the Strong Survive» | 3:58         |
| 6.  | «My Solitude»             | 3:16         |
| 7.  | «Battle On»               | 5:31         |
| 8.  | «One Day»                 | 4:33         |
| 9.  | «Scars of Tomorrow»       | 3:18         |
| 10. | «Broken Before You»       | 3:51         |
| 11. | «Second Chance»           | 3:48         |

## Участники записи
- Лерой Хэмп — вокал
- Стив Браун — соло-гитара
- Кэнг Гарник — ритм-гитара
- Нейт Квенсби — бас-гитара
- Роб Кернер — ударные

## Критика
Обозреватель сайта AllMusic Стюарт Мэйсон охарактеризовал альбом как «средний», назвав звучание группы слишком стандартным для жанра, но упомянув неуместно длинные сольные гитарные партии. Вокальное исполнение Лероя Хэмпа было названо довольно слабым. Интересной особенностью альбома стала позитивная лирика, отличающаяся от творчества многих исполнителей металкора, предпочитающих мрачные темы.
В журнале Under The Volcano рецензия на альбом была исключительно положительная. По мнению обозревателя, в альбоме прекрасно совмещаются ярость хардкора и взрывные ритмы метала.